# Mejatto (ö i Marshallöarna, Jaluit)
Mejatto är en ö i Marshallöarna.   Den ligger i kommunen Jaluit, i den södra delen av Marshallöarna, 230 km sydväst om huvudstaden Majuro. Arean är 0,78 kvadratkilometer.
Terrängen på Mejatto är mycket platt. Öns högsta punkt är 17 meter över havet. Den sträcker sig 3,5 kilometer i nord-sydlig riktning, och 1,9 kilometer i öst-västlig riktning.